# Balkanton
Balkanton (tiếng Bulgaria: Балкантон) là nhãn hiệu một trung tâm băng nhạc có trụ sở tại Bulgaria.

## Lịch sử
Nhãn hiệu công ty thâu âm Balkanton (Балкантон) được chính phủ Cộng hòa Nhân dân Bulgaria ký quyết định thành lập vào năm 1952, trong thời kì quốc hữu hóa hàng loạt doanh nghiệp lớn có trụ sở tại thủ đô Sofia. Tuy nhiên, cơ sở vật chất khởi thủy của Balkanton dựa trên một số doanh nghiệp thâu âm đã tồn tại từ đầu thế kỷ XX.

### Trước 1944
Trước và sau Đệ Nhất thế chiến, kỹ nghệ thâu âm tại Bulgaria còn rất thô sơ, vì thế, các sản phẩm thâu âm phải chịu sự chi phối của các hãng ngoại lai Gramophon, Pathé, Favorite... Nhưng chí ít, để bắt kịp thị hiếu công chúng bản địa, các công ty này phải thuê nghệ sĩ gốc Bulgaria diễn tấu.
Mãi tới năm 1931, danh ca Albert Pinkas mới bỏ vốn ra thành lập hãng thâu âm Lira Rekord (Лира рекорд) với kì vọng bản địa hóa hoàn toàn ngành công nghiệp béo bở này. Quả nhiên trong thời gian rất ngắn, Lira không những thống trị ngành phát hành dĩa than Sofia mà còn xuất khẩu sang București và Berlin.
Sự chỗi dậy chóng vánh của Lira khiến hãng trở thành đối trọng của một cơ sở thâu âm đã thành lập từ năm 1924 là Simonavia (Симонавия), ghép từ Simeon và Aviator. Tuy nhiên, giá một dĩa hát Lira vẫn dễ chịu hơn rất nhiều so với nhãn hiệu Orfey (Орфей) của Simonavia, bởi hãng này chuyên dòng dĩa nhạc cao cấp. Tình trạng cạnh tranh này duy trì cho tới Đệ Nhị thế chiến, mặc dù thời gian này cũng xuất hiện thêm nhiều hãng khác nhưng thị phần thường chỉ ưu tiên Lira và Simonavia.

### 1944 - 1952
Năm 1944, ngay khi Bulgaria giải phóng, có tới 4 hãng dĩa lớn đồng loạt tuyên bố phá sản: Balkan (Балкан; tên cũ Lifa Rekord / Лифа рекорд), Simonavia, Arfa (Арфа), Mikorofon (Микрофон). Tới năm 1947, để cứu vãn phần nào, chính phủ Bulgaria quyết định quốc hữu hóa cơ sở vật chất của các hãng này để thành lập đơn vị quốc doanh Bulgaria (България), tiếp tục sản xuất dưới nhãn hiệu Orfey và xuất bản thêm Balkan (Балкан) và Melodia (Мелодия).
Năm 1950 lại thành lập thêm công ty thâu âm Radioprom (Радиопром) chịu sự quản lý trực tiếp của Cục Vô Tuyến Điện, đồng thời lập phòng thâu chuyên nghiệp trực thuộc Radio Sofia (Радио „София"). Đến năm 1952, toàn bộ cơ sở thâu âm và phát hành dĩa hát địa phận Sofia được sáp nhập vào nhà máy Balkanton (Балкантон), từ lúc này nền công nghiệp âm nhạc Sofia được tiến hành theo quy trình hoàn toàn khép kín.
Như vậy, tại thủ đô Sofia chỉ còn hai hãng thâu âm là Balkanton và BNR, đều trực thuộc Cục Vô Tuyến Điện.

### 1952 - 1990
Kể từ năm 1958, Balkanton chỉ phát hành âm nhạc dưới dạng dĩa LP. Tới năm 1963 áp dụng thêm kĩ nghệ âm thanh nổi tân tiến nhất thế giới bấy giờ. Nhờ vậy, trong khoảng 40 năm dưới chế độ toàn trị, hãng Balkanton độc quyền thâu âm phát hành dĩa than và băng từ trên lĩnh thổ Bulgaria.
Chính phủ Cộng hòa Nhân dân Bulgaria tích cực hỗ trợ kinh phí để Balkanton có điều kiện cải tiến chất lượng và trả lương cho nhân sự. Vì vậy hãng dĩa này rất được ưu ái, trở thành một trong những cơ sở kinh doanh "ăn nên làm ra" nhất tại quốc gia Balkan. Các nghệ sĩ và kĩ thuật viên làm việc cho Balkanton từ ít tới nhiều đều được trợ cấp hậu hĩnh hơn những ngành khác, vì vậy, dòng sản phẩm gắn mác Balkanton đều bán rất chạy bởi chất lượng chế tác chu đáo.
Thời kì này, Balkanton tích lũy được khối tư liệu khổng lồ về văn nghệ dân gian Bulgaria, đồng thời được cấp phép đặc biệt để tiến hành mua bản quyền những nhạc bản thời thượng quốc tế.
Trong giai đoạn hoàng kim của dòng nhạc disco, dĩa nhạc Balkanton hầu như không còn đối thủ cạnh tranh trong khối xã hội chủ nghĩa Đông Âu. Hãng gần như là cánh cửa đi vào thế giới cộng sản của các nghệ sĩ Anh ngữ, Ý ngữ, góp phần giải tỏa cơn khát "văn hóa Tây phương" tại cực Đông Âu châu. Đối với giới trẻ Đông Âu những năm cộng sản cuối cùng, việc sở hữu chí ít một dĩa nhạc Balkanton thường được ví như "đẳng cấp thời thượng", bởi chất lượng âm thanh tuyệt hảo cùng với lối thiết kế bìa dĩa đầy sáng tạo.

### 1990 - 1998

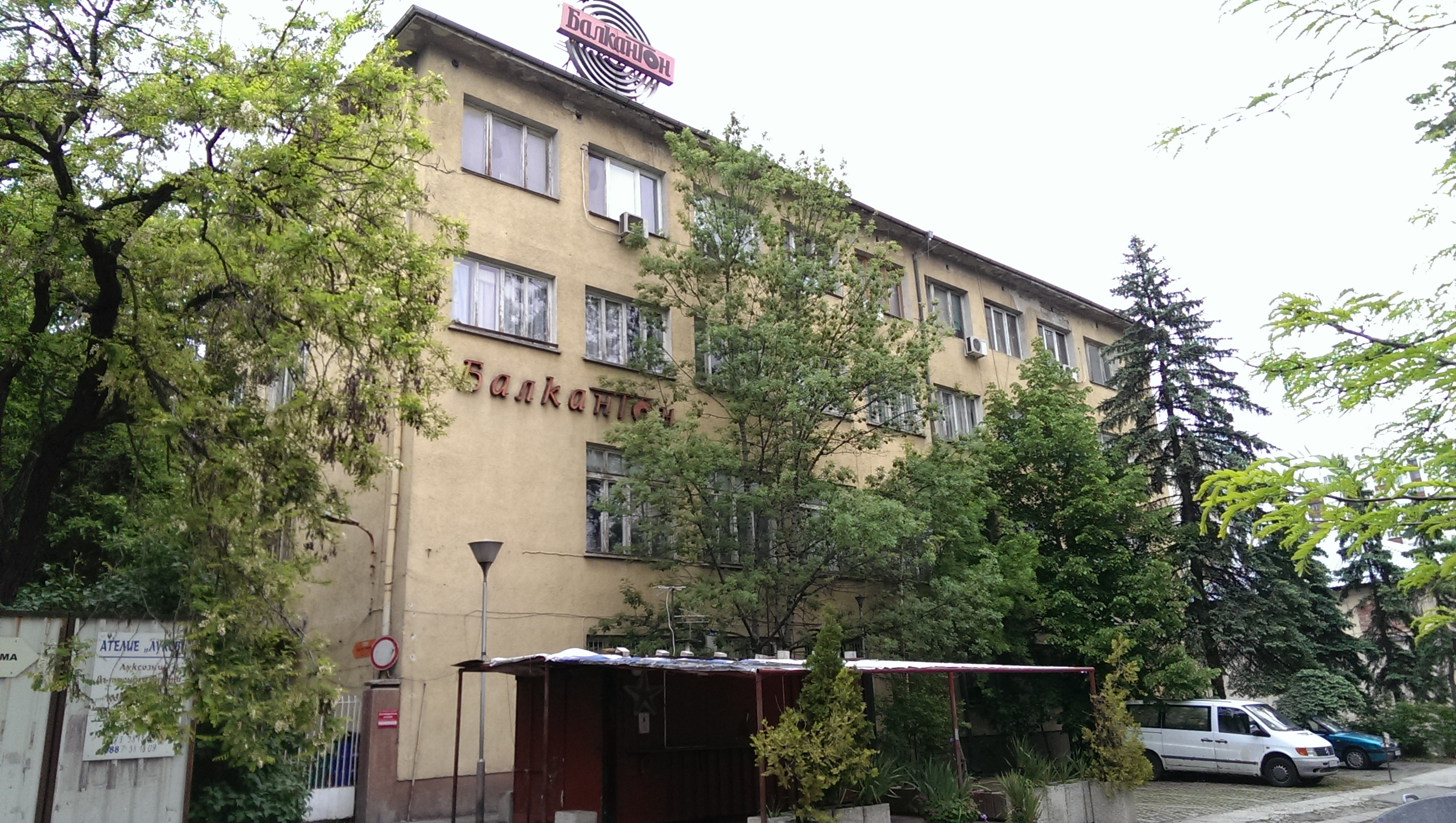
Trụ sở số 06 phố Khaydushka Polyana quận Krasno Selo (Sofia) năm 2016, trên diện tích 9200m².

Ngày 20 tháng 03 năm 1990, theo sắc lệnh của bộ trưởng Kinh tế Kế hoạch Ivan Tenev, Tổ hợp Kinh tế Sáng tạo Balkanton (Творческо-стопанският комбинат „Балкантон") trực thuộc Hiệp hội Kinh tế Sáng tạo Orfey được chuyển thành Quốc doanh San hành Thâu âm Balkanton (Преобразува в Държавна фирма „Музикално-издателска къща Балкантон"), đăng ký giấy phép tại Hội đồng Thành phố Sofia mồng 08 tháng 05 năm 1991. Từ lúc này, Balkanton có thêm mảng ấn loát trên giấy.
Ngày 17 tháng 11 năm 1995, bộ trưởng Văn Hóa kiêm giáo sư Georgy Kostov ban sắc lệnh cổ phần hóa Balkanton, nhưng chính phủ vẫn là cổ đông lớn nhất để định hướng phát triển. Việc này được hợp pháp hóa ngày 05 tháng 04 năm 1996.
Ngày 19 tháng 03 năm 1998, theo sắc lệnh số 12 của hội đồng bộ trưởng, công ty Balkanton do Bộ Công Nghiệp quản lý. Vào ngày 02 tháng 07 cùng năm, bộ trưởng Aleksandr Bozhkov đã bổ nhiệm nam minh tinh điện ảnh Ventsislav Bozhinov làm giám đốc hãng Balkanton.

### 1998 tới nay
Ngay từ năm 1999, Balkanton đã là hãng thâu âm Đông Âu tiên phong gia nhập thị trường mạng xã hội với việc tái phát hành những bản dĩa than huyền thoại trên kênh Amazon.com, Spotify, Napster, 7digital... Tới thời điểm 09 tháng 05 năm 2021, đã có 12.400 lượt đăng ký theo dõi trang YouTube của hãng.

## Văn hóa
Tại Việt Nam, dĩa hát Balkanton là quà lưu niệm tương đối xa xỉ trong thế hệ lưu học sinh và công nhân xuất khẩu lao động thập niên 1980. Ở hiện đại hậu kì, dòng dĩa này lại trở thành một trong những kỉ vật huyền thoại được giới sưu tập vô cùng ưa chuộng.

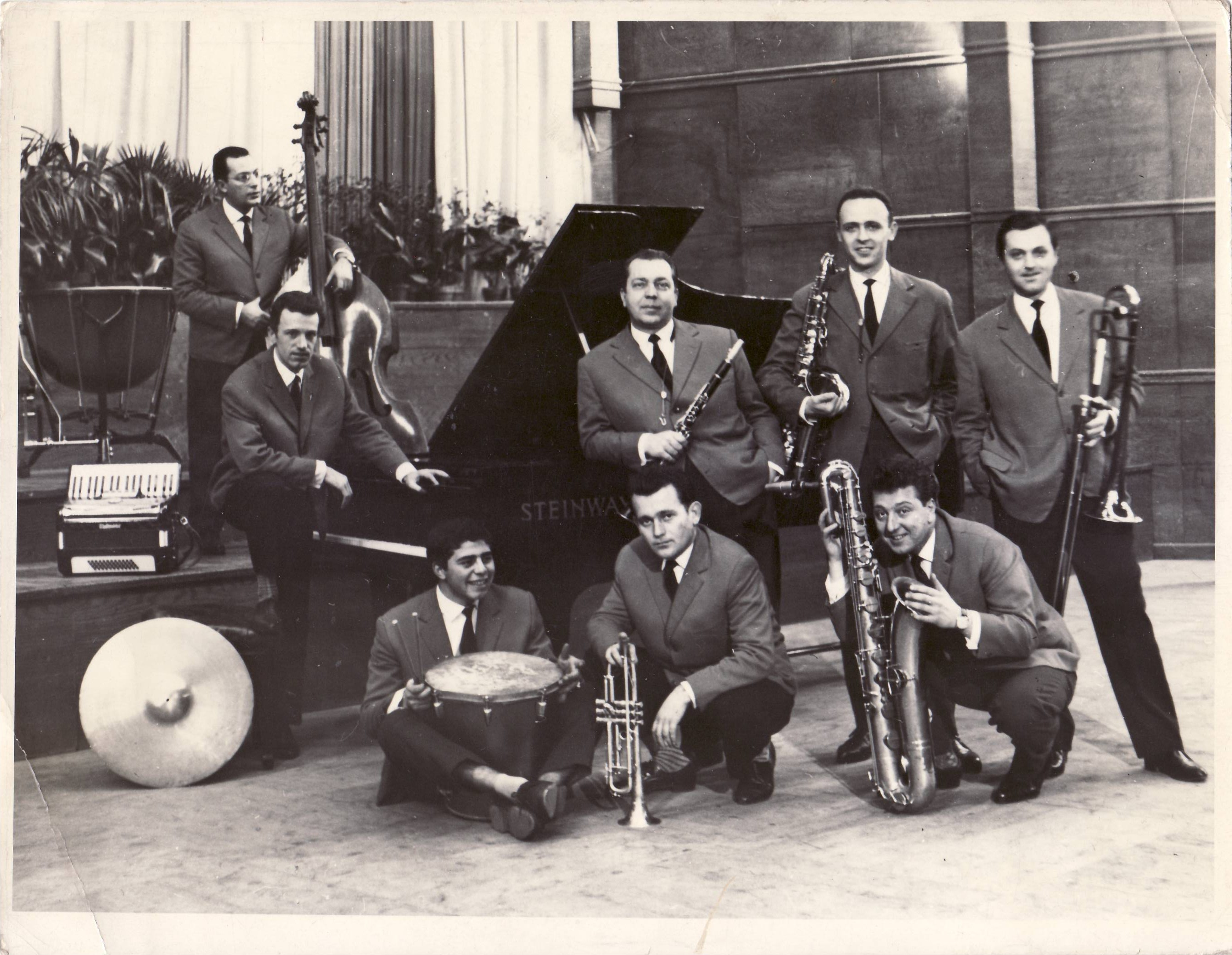
Ban nhạc Balkanton trong một buổi thâu âm tại Sofia năm 1960
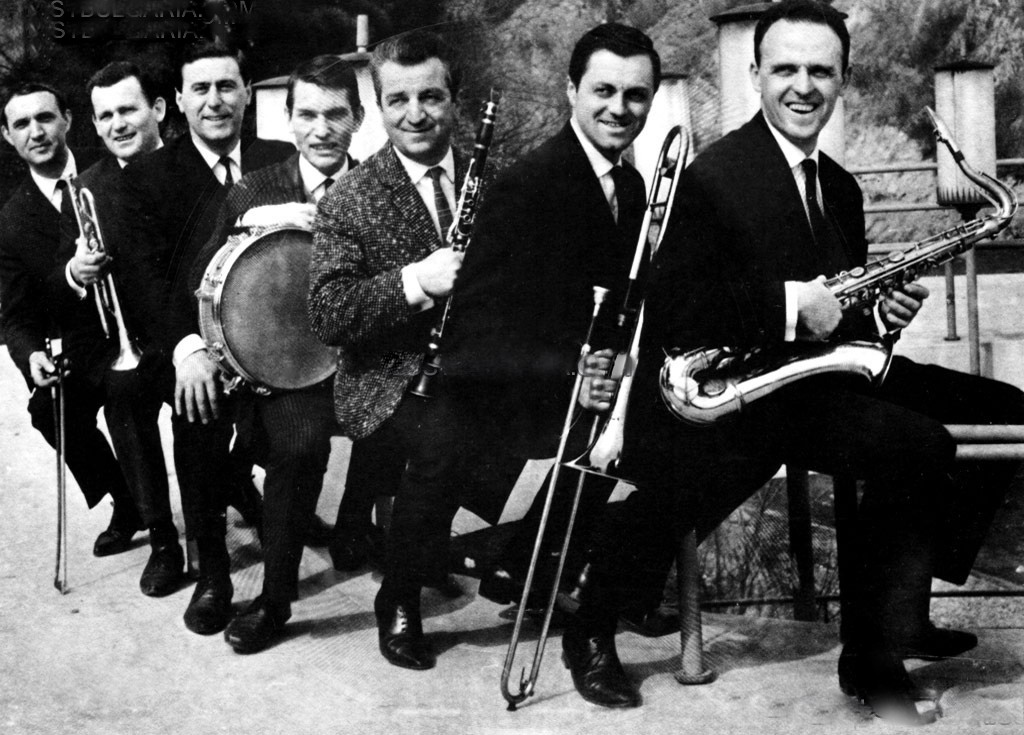
Ban nhạc Balkanton thập niên 1960
Một sản phẩm thâu âm dân ca Bulgaria
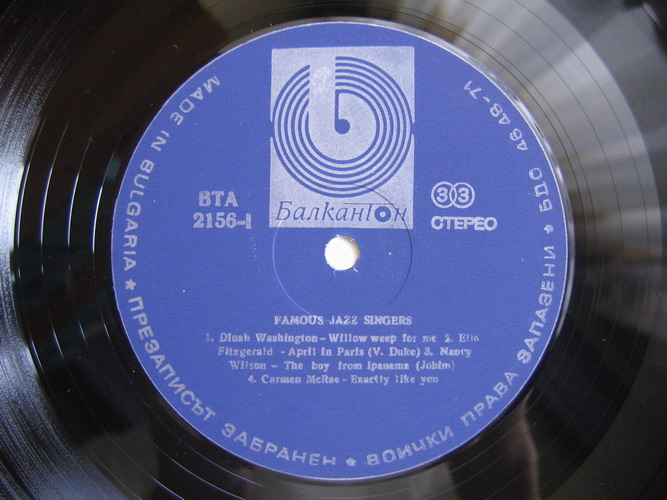
Sản phẩm dĩa jazz Balkanton
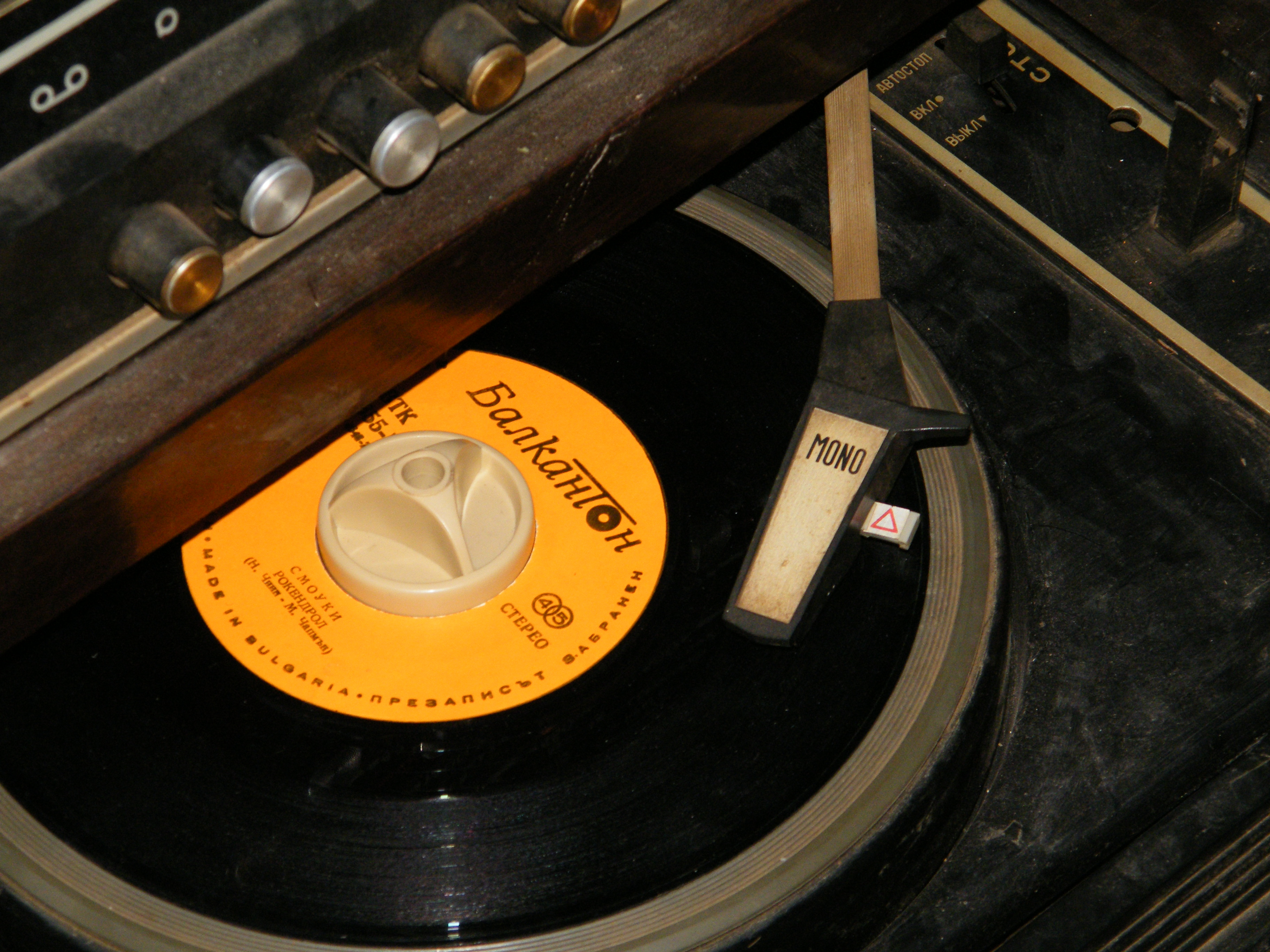
Một dĩa hát nhãn hiệu Balkanton

## Liên kết
1. ↑  Гаджев, Владимир. „Балкантон“ и юнаците от „Хайдушка поляна“. // e-vestnik.bg, 30 април 2008 г. (Посетен на 5 февруари 2010 г.)
2. ↑  Тенев, Драган. Тристахилядна София и аз между двете войни Lưu trữ ngày 3 tháng 1 năm 2011 tại Wayback Machine. София, Български писател, 1997, с. 224
3. ↑  Reported by an EEFC tourist in June 2008
4. ↑  Balkanton's AMZpage
5. ↑  BalkantonRecords's Tube
6. ↑  Balkanton's FBpage

- Издадени произведения tại Български рок архиви
- Author Unknown. A Short History of Balkanton Records. Truy cập: 18-08-2008